# 天主教委內瑞拉的聖克里斯托瓦爾教區
天主教委內瑞拉的聖克里斯托瓦爾教區（拉丁語：Dioecesis Sancti Christophori in Venetiola）是委內瑞拉一個羅馬天主教教區，屬梅里達總教區。
教區於1922年10月12日成立，位於塔奇拉州，2010年時有1,350,000名教友（佔轄區總人口83.4%）、86個堂區和195名司鐸。現任教區主教為瑪略·德爾瓦列·莫龍塔-羅德里格斯，輔理主教為若望·亞爾伯·阿亞拉-拉米雷斯。